# المرأة في الحرب الأهلية الإسبانية
شهدت المرأة في الحرب الأهلية الإسبانية بدء النزاع في 17 يوليو 1936. كان للحرب أثر على حياة المرأة اليومية. غالبًا ما اتبعت الحلول النسوية لمشاكل المرأة في هذه الفترة نهجًا فرديًا. بحلول نهاية الحرب، فشلت جهود التحرير التي بذلتها نساء الجمهورية الثانية.
بينما نشطت أحزاب مختلفة في تشجيع المرأة على الانضمام إلى صفوفها، كان الأمر يتعلق في كثير من الأحيان بتعزيز عدد أعضائها، فلم تتح للمرأة فرصة التقدم وبقيت اهتمامات المرأة موضع تجاهل من الجانبين الوطني والجمهوري.
خلافًا للحروب السابقة بما في ذلك الحرب العالمية الثانية، وللمرة الأولى، شاركت أعداد كبيرة من النساء في القتال وفي أدوار الدعم على الجبهة. كان لنساء الحزب الجمهوري خيار المشاركة بنشاط في مكافحة الفاشية. كانت لينا أودينا أول امرأة جمهورية إسبانية تموت في ساحة المعركة في 13 سبتمبر 1936. شهدت أيام مايو 1937 انقلاب النساء اليساريات على بعضهن البعض، فسُجنت العديد من النساء أو قُتِلن أو أُرغِمن على الذهب إلى المنفى، ليس على يد الفاشيين، وإنما على يد الشيوعيين الستالينيين الذين كانوا في صفّهن.
انتهت الحرب في عام 1939، وأُعدمت ثلاث عشرة امرأة كجزء من مجموعة أكبر تألفت من ستة وخمسين سجينًا في مدريد في 5 أغسطس 1939 بسبب عضويتهم في منظمة اتحاد الشباب الاشتراكي في ذلك العام. شهدت الحرب كذلك إنهاء أعمال حزب المرأة الحرة، وتعرُّض النساء لظروف فظيعة في السجن.

## بداية الحرب الأهلية
في 17 يوليو 1936، شن الاتحاد العسكري الإسباني انقلابًا في شمال أفريقيا وإسبانيا. ظن أعضاء الاتحاد أنهم سيفوزون بسهولة، ولم يتوقعوا ارتباط الشعب بالجمهورية الإسبانية الثانية. مع امتلاك الجمهورية سيطرة كبيرة على البحرية، نجح فرانكو وغيره من أعضاء الجيش بإقناع أدولف هتلر بتوفير وسائل النقل للقوات الإسبانية من شمال أفريقيا إلى شبه الجزيرة الأيبيرية. أسفرت هذه الإجراءات عن انقسام إسبانيا، واندلاع الأحداث المطولة للحرب الأهلية الإسبانية. لم تنته الحرب رسميًا حتى 1 أبريل 1939. كان التحالف الأول لفرانكو يضم الملكيين والجمهوريين المحافظين وأعضاء الفلانخي الإسباني والكارلية التقليديين ورجال الدين الروم الكاثوليك والجيش الإسباني. دعمت إيطاليا الفاشية وألمانيا النازية هذا التحالف. ضم الجانب الجمهوري الاشتراكيين والشيوعيين ومختلف الجهات الفاعلة اليسارية الأخرى.
أُعلنت الثورة العسكرية على الراديو في جميع أنحاء البلاد، وخرج الناس إلى الشوارع فورًا لتحديد مدى الحالة ونطاقها، وإذا كانت صراعًا عسكريًا أو سياسيًا. بعد أيام قليلة، في 18 يوليو 1936 في مدريد، أطلقت دولوريس إيباروري عبارة «لن يمروا»، فقالت: «من الأفضل أن تموت واقفًا على قدميك بدلًا من أن تعيش راكعًا على ركبتيك. لن يمروا!»
في بداية الحرب الأهلية، كانت هناك منظمتان أناركيتان رئيسيتان: الاتحاد الوطني للعمل والاتحاد الأيبيري اللاسلطوي. تمثيلًا للطبقة العاملة، شرعت المنظمتان في منع القوميين من الاستيلاء على الحكم بينما أدّت دورًا إصلاحيًا داخل إسبانيا.
وقّعت بريطانيا العظمى وفرنسا وألمانيا وإيطاليا والاتحاد السوفيتي على معاهدة عدم التدخل في أغسطس 1936، التزمت الدول بعدم تقديم الدعم المادي للحرب إلى أي من الأطراف، حتى مع استمرار ألمانيا وإيطاليا في تقديم الدعم للفاشيين في إسبانيا.

## نظرة عامة
خلال الحرب الأهلية، تغيرت مشاكل الحياة اليومية التي تواجهها المرأة آنذاك. في المدن الكبرى مثل مدريد وبرشلونة، تعرضت النساء لمضايقات أقل بكثير في الشوارع. كانت النساء تشارك الرجال نفس السرير أثناء الخدمة بالقرب من الجبهة دون خشية تحرّش الرجال بهم. تحولت المرأة من كونها موضع اهتمام الرجل إلى أن ينظر إليها زميلة له. بحلول نهاية الحرب، كان على المرأة أن تؤدي وظائف الرجل في كثير من الحالات إذ لم يكن هناك ما يكفي من الرجال للقيام بها. أثار وجود النساء والحاجة إلى وجودهن القلق بين الرجال الذين شعروا بالتهديد بسبب عملهن في المصانع. نتيجة لاندلاع الحرب الأهلية، أُغلقت العديد من المنظمات النسائية اليمينية واليسارية.
في فترة الحرب الأهلية، اتبعت الحركة النسائية اليسارية في كثير من الأحيان نهجًا فرديًا للتعامل مع أوجه عدم المساواة. غالبًا ما نشبت معارك بشأن هذه المسألة، سواء كان ينبغي أن يكون الشخص سياسيًا أو العكس. تحدت مجموعات قليلة الحركة النسوية السائدة في هذه الفترة، بما في ذلك منظمة المرأة الحرة. تعمدت المنظمة رفض تسميتها بالحركة النسوية، إذ كانت النسخة النسوية من المجموعة تدور حول إنشاء هياكل قيادية تضم الجميع، بدلاً من أن يكون لديها نموذج قيادي نسائي يوازي النماذج الأبوية. لم يُعجَب الكثير من مناصري النسوية بهذه المنظمة، إذ كانت جزءًا من الاتحاد الوطني للعمل، حيث تُمنع النساء من تولي الكثير من المناصب القيادية وتُشجّعن بدلًا من ذلك على الانخراط في منظمات نسائية مساعدة للاتحاد. كرِه آخرون قرار منظمة المرأة الحرة المتمثل بالتقليل من شأن دور بعض القيادات النسائية، وبدلًا من ذلك جعلت جميع الأعمال النسائية تبدو النتيجة الوحيدة للعمل الجماعي.
فشل الحزب الجمهوري في تحرير المرأة بسبب انتهاء الحرب الأهلية. كان انعدام تنفيذ التحرير الكامل خلال الفترة السلمية للجمهورية الثانية سببًا رئيسيًا، إذ ساد الفكر المتحيز جنسيًا في ذلك الجانب وتوطد مع استمرار الحرب.
كسرت الحرب الأهلية الإسبانية الأدوار التقليدية للجنسين على الجانب الجمهوري. سُمح للمرأة بالقتال علنًا في ساحة المعركة، وهو ما كان أمر نادر الحدوث في الحرب الأوروبية في القرن العشرين. ألغت الحرب كذلك تأثير الكنيسة الكاثوليكية في تحديد أدوار الجنسين على الجانب الجمهوري. على الرغم من أن الحرب حطمت المعايير الجنسانية، لم تخلق تغييرًا عادلًا في العمالة أو تلغي المهام المنزلية بوصفها الدور الرئيسي للمرأة. خلف الكواليس، وبعيدًا عن الجبهة، تعيّن على النساء اللائي يعملن في إطار الأسرة الشخصية وأدوار دعم المعارضة الجمهورية الطبخ للجنود وغسل ملابسهم الرسمية والاعتناء بالأطفال ورعاية المساكن. وجدت النساء اللواتي يدعمن مناضلي الاتحاد الوطني للعمل أنفسهن في بعض الأوقات متحررات من هذه الأدوار الجنسانية، ولكن ما زال يُتوقَع منهن أن يخدمن المناضلين الذكور في إطار الأدوار التقليدية.